# Henry Stallard
Henry Stallard (Reino Unido, 28 de abril de 1901-21 de octubre de 1973) fue un atleta británico, especialista en la prueba de 800 m en la que llegó a ser medallista de bronce olímpico en 1924.

## Carrera deportiva
En los JJ. OO. de París 1924 ganó la medalla de bronce en los 800 metros, con un tiempo de 1:53.0 segundos, llegando a meta tras el británico Douglas Lowe (oro con 1:52.4 s) y el suizo Paul Martin (plata).